# Ignazio Zambito
Ignazio Zambito (Santo Stefano Quisquina, 25 gennaio 1942) è un vescovo cattolico italiano, dal 1º febbraio 2017 vescovo emerito di Patti.

## Biografia
È nato a Santo Stefano Quisquina, in provincia e diocesi di Agrigento, il 25 gennaio 1942.
Il 3 luglio 1966 è stato ordinato presbitero, nella cattedrale di San Gerlando ad Agrigento, dal vescovo Giuseppe Petralia.

### Ministero episcopale
Il 12 maggio 1989 papa Giovanni Paolo II lo ha nominato vescovo di Patti; è succeduto a Carmelo Ferraro, precedentemente nominato vescovo di Agrigento. Il 29 giugno seguente ha ricevuto l'ordinazione episcopale, nella cattedrale di San Gerlando ad Agrigento, dal cardinale Salvatore Pappalardo, co-consacranti l'arcivescovo Luigi Bommarito e il vescovo Giuseppe Petralia. Il 22 luglio seguente ha preso possesso della diocesi.
Si è fatto promotore della costruzione della concattedrale dei Santi Martiri del XX secolo nella contrada San Giovanni di Patti.
Il 1º febbraio 2017 papa Francesco ha accolto la sua rinuncia al governo pastorale della diocesi per raggiunti limiti di età; gli è succeduto Guglielmo Giombanco, del clero di Acireale. È rimasto amministratore apostolico della diocesi fino all'ingresso del successore, avvenuto il 20 aprile seguente.

## Genealogia episcopale
La genealogia episcopale è:
- Cardinale Scipione Rebiba
- Cardinale Giulio Antonio Santori
- Cardinale Girolamo Bernerio, O.P.
- Arcivescovo Galeazzo Sanvitale
- Cardinale Ludovico Ludovisi
- Cardinale Luigi Caetani
- Cardinale Ulderico Carpegna
- Cardinale Paluzzo Paluzzi Altieri degli Albertoni
- Papa Benedetto XIII
- Papa Benedetto XIV
- Papa Clemente XIII
- Cardinale Marcantonio Colonna
- Cardinale Giacinto Sigismondo Gerdil, B.
- Cardinale Giulio Maria della Somaglia
- Cardinale Carlo Odescalchi, S.I.
- Cardinale Costantino Patrizi Naro
- Cardinale Lucido Maria Parocchi
- Papa Pio X
- Cardinale Gaetano De Lai
- Cardinale Raffaele Carlo Rossi, O.C.D.
- Cardinale Amleto Giovanni Cicognani
- Cardinale Salvatore Pappalardo
- Vescovo Ignazio Zambito